# Экзобазидиум брусничный
Экзобазидиум брусничный (лат. Exobasidium vaccinii) — вид базидиомикотовых грибов (Basidiomycota) семейства экзобазидиевых (Exobasidiaceae).

## Биологическое описание
Экзобазидиум брусничный имеет бледно-зелёный, розовый, белый или коричневый окрас.

## Экология и распространение
Может развиваться на листьях, кончиках веточек, цветочных частях и даже на стручках некоторых растений, в том числе: азалия, камелия и вакциниум.
Встречается данный вид грибов с середины лета по начало осени. Зимует гриб внутри поражённого растения.

### Симптомы
Экзобазидиум брусничный вызывает образование белых подушкообразных наростов на молодых листьях вечнозелёных рододендронов (Rhododendron maximum, Rhododendron catawbiense и их гибридов) и листопадных рододендронов в естественных местах их произрастания. Поражённый данным грибом лист вакциниума с одной стороны более или менее вогнут с красным пятном, на другой стороне листа имеется вздутость светлых тонов (см. биологическое описание); поражённые ягоды также имеют красные пятна, а поражённые веточки становятся припухлыми. Белая светлая вздутость на листе вызвана множеством микроскопических грибных структур, которые производят споры, способные заразить больше растений во влажную погоду.

## Инфравидовые таксоны
Формы:
- Exobasidium vaccinii f. andromedae (Peck) W. Voss 1890
- Exobasidium vaccinii f. circumscripta F. Thomas 1897
- Exobasidium vaccinii f. ramicola F. Thomas 1897
- Exobasidium vaccinii f. rhododendri (Fuckel) W. Voss 1890

Варитет:
- Exobasidium vaccinii var. arctostaphyli (Harkn.) Savile 1959
- Exobasidium vaccinii var. japonicum (Shirai) McNabb 1962
- Exobasidium vaccinii var. myrtilli Thüm.
- Exobasidium vaccinii var. rhododendri Fuckel 1874
- Exobasidium vaccinii var. vaccinii